# كليات جامعة الأزهر
تضم جامعة الأزهر الكليات التالية، علمًا بأن كل كلية بها فرعين فرع للبنين وفرع للبنات:
كليات الطب
- كلية الطب جامعة الأزهر بالقاهرة
- كلية الطب جامعة الأزهر بدمياط
- كلية الطب جامعة الأزهر بأسيوط

كليات طب الأسنان
- كلية طب الأسنان جامعة الأزهر بالقاهرة
- كلية طب الأسنان جامعة الأزهر بأسيوط

كليات الصيدلة
- كلية الصيدلة جامعة الأزهر بالقاهرة
- كلية الصيدلة جامعة الأزهر بأسيوط

كليات الهندسة
- كلية الهندسة جامعة الأزهر بالقاهرة
- كلية الهندسة جامعة الأزهر بقنا

كليات الزراعة والهندسة الزراعية
- كلية الزراعة جامعة الأزهر بالقاهرة
- كلية الزراعة جامعة الأزهر بأسيوط

كليات العلوم
- كلية العلوم جامعة الأزهر بالقاهرة
- كلية العلوم جامعة الأزهر بأسيوط

كليات التربية
- كلية التربية جامعة الأزهر بالقاهرة
- كلية التربية جامعة الأزهر بأسيوط
- كلية التربية جامعة الأزهر بتفهنا الأشراف

كليات التربية الرياضية
- كلية التربية الرياضية جامعة الأزهر بالقاهرة

كليات التجارة والمعاهد التابعة لها
- كلية التجارة جامعة الأزهر بالقاهرة
- كلية التجارة جامعة الأزهر بتفهنا الاشراف
- كلية التجارة جامعة الأزهر بأسيوط

كليات أصول الدين
- كلية أصول الدين جامعة الأزهر بالقاهرة
- كلية أصول الدين والدعوة جامعة الأزهر بطنطا
- كلية أصول الدين والدعوة جامعة الأزهر بالمنصورة
- كلية أصول الدين والدعوة جامعة الأزهر بالزقازيق
- كلية أصول الدين والدعوة جامعة الأزهر بالمنوفية
- كلية أصول الدين والدعوة جامعة الأزهر بأسيوط

كليات البنات
- كلية البنات الأزهرية بالعاشر من رمضان
- كلية البنات الأزهرية بالمنيا الجديدة
- كلية البنات الأزهرية بطيبة
- كلية البنات الأزهرية بأسوان
- كلية البنات الإسلامية بأسيوط
- كلية الدراسات الإسلامية والعربية جامعة الأزهر بالفيوم
- كلية البنات الأزهرية بالوادي الجديد

كليات الشريعة والقانون والمعاهد التابعة لها
- كلية الشريعة والقانون جامعة الأزهر بالقاهرة
- كلية الشريعة والقانون جامعة الأزهر بأسيوط
- كلية الشريعة والقانون جامعة الأزهر بطنطا
- كلية الشريعة والقانون جامعة الأزهر بتفهنا الأشراف
- كلية الشريعة والقانون جامعة الأزهر بدمنهور

كليات اللغة العربية
- كلية اللغة العربية جامعة الأزهر بالقاهرة
- كلية اللغة العربية جامعة الأزهر بالمنوفية
- كلية اللغة العربية جامعة الأزهر بالمنصورة
- كلية اللغة العربية جامعة الأزهر بإيتاي البارود
- كلية اللغة العربية جامعة الأزهر بالزقازيق
- كلية اللغة العربية جامعة الأزهر بجرجا
- كلية اللغة العربية جامعة الأزهر بأسيوط

كليات الدراسات الاسلامية والإنسانية
- كلية الدراسات الإسلامية والعربية جامعة الأزهر بالقاهرة
- كلية الدراسات الإسلامية والعربية جامعة الأزهر بدمياط
- كلية الدراسات الإسلامية والعربية جامعة الأزهر بقنا
- كلية الدراسات الإسلامية والعربية جامعة الأزهر بأسوان
- كلية الدراسات الاسلامية والعربية جامعة الأزهر بالديدامون
- كلية الدراسات الإسلامية والعربية جامعة الأزهر بدسوق
- كلية الدراسات الإسلامية والعربية جامعة الأزهر بالمنيا
- كلية الدراسات الإسلامية والعربية جامعة الأزهر بسوهاج
- كلية الدراسات الإسلامية والعربية جامعة الأزهر بالفيوم
- كلية الدراسات الإسلامية والعربية جامعة الأزهر بالخانكة
- كلية الدراسات الإسلامية والعربية جامعة الأزهر بالقرين
- كلية الدراسات الإسلامية والعربية جامعة الأزهر ببني سويف
- كلية الدراسات الإسلامية والعربية جامعة الأزهر بدمنهور
- كلية الدراسات الإسلامية والعربية جامعة الأزهر بمدينة السادات
- كلية الدراسات الإسلامية والعربية جامعة الأزهر ببورسعيد
- كلية الدراسات الإسلامية والعربية جامعة الأزهر بالزقازيق
- كلية الدراسات الإسلامية والعربية جامعة الأزهر بالإسكندرية
- كلية الدراسات الإسلامية والعربية جامعة الأزهر بالمنصورة
- كلية الدراسات الإنسانية جامعة الأزهر بتفهنا الأشراف
- كلية الدراسات الإنسانية جامعة الأزهر بالقاهرة
- كلية الدعوة الإسلامية جامعة الأزهر بالقاهرة

كليات الإعلام
- كلية الإعلام جامعة الأزهر بالقاهرة

كليات أخرى
- كلية الذكاء الاصطناعي جامعة الأزهر[3]
- كلية القرآن الكريم للقراءات وعلومها جامعة الأزهر بطنطا
- كلية الدراسات العليا جامعة الأزهر
- كلية العلوم الإسلامية للوافدين جامعة الأزهر
- كلية الإقتصاد المنزلي جامعة الأزهر بطنطا
- كلية اللغات والترجمة جامعة الأزهر بالقاهرة

كليات ومعاهد التمريض
- كلية التمريض جامعة الأزهر بالقاهرة
- المعهد الفني للتمريض جامعة الأزهر بالقاهرة
- المعهد الفني للتمريض جامعة الأزهر بأسيوط
- المعهد الفني للتمريض جامعة الأزهر بدمياط

## وصلات خارجية
- الموقع الرسمي لجامعة الأزهر.